# 姜性
姜性（？—？），號幼蒙，湖廣岳州府巴陵縣（今湖南岳阳市区）人，明朝政治人物。

## 生平
萬曆十年（1282年）壬午科湖廣鄉試舉人。萬曆二十年（1592年），登壬辰科第三甲第一百六十九名進士，吏部觀政，二十五年授鉅野知縣，三十三年升户部主事，三十四年丁憂。三十八年考选刑科給事中，管太仓艮库，四十一年巡青，四十二年差艮庫，四十三年福建主考。四十六年仕至太僕寺少卿，患病去職。

## 家族
曾祖姜永隽，贈副都御史；祖父姜鎰，贈副都御史；父姜廷頤，南京兵部右侍郎。